# 鳳凰之力
鳳凰之力（英語：Phoenix Force），是漫威漫畫中的虛構實體，由作家克里斯·克拉林蒙和藝術家戴夫·考克倫所創作。鳳凰之力首次於《Uncanny X-Men》#101中登場。

## 故事
鳳凰之力是漫威宇宙中一種不朽的神秘力量，它誕生於宇宙太初，是所有靈能能量的聯繫，也是生命與情感的的概念化身，但它同時也會讓宿主的感情變得特別強烈，只要心中稍有負面思想就有可能被放大無數倍而黑化。
年幼的琴·葛雷曾經利用心靈感應將她的思想與她垂死的朋友安妮·理查德森聯繫起來，保持安妮的靈魂轉向來世，但琴的思想卻被安妮拖到了“另一邊的世界”，令鳳凰利用其能量打破了聯繫，並保持密切關注著琴。多年後，當琴在太空梭垂死時，她的思想向著鳳凰軍隊發出呼救，令琴成為鳳凰。
在《復仇者聯盟 vs. X戰警》的劇情中，鋼鐵人為了擊退鳳凰之力而研發出「反鳳凰戰甲」。當戰甲撞上鳳凰之力的時候，卻分散成了五份。這五份鳳凰之力分散在了獨眼龍、艾瑪·佛斯特、鋼人、秘客和納摩的身上，通稱鳳凰五人組（Phoenix Five）。導致五人無法控制鳳凰之力逐漸黑化，其中還引發納摩水侵黑豹的國家瓦干達，後來靠緋紅女巫和霍普·桑瑪斯解決了事件。

## 其他媒體

### 電視
- 《X戰警》
- 《X戰警：進化》[1]
- 《金鋼狼與X戰警（英语：Wolverine and the X-Men (TV series)）》[2]
- 《漫威日本動畫》

### 電影
X戰警電影系列
- 《X戰警》、《X戰警2》[3]和《X戰警：最後戰役》，由芳姬·詹森飾演。
- 《X戰警：天啟》和《X戰警：黑鳳凰》，由蘇菲·特納飾演。

### 遊戲
- 《X戰警：變種人學院（英语：X-Men: Mutant Academy）》
- 《X戰警：下一個維度（英语：X-Men: Next Dimension）》
- 《蜘蛛人2：電光人（英语：Spider-Man 2: Enter Electro）》
- 《X戰警傳奇（英语：X-Men Legends）》
- 《X戰警傳奇2：天啟降臨（英语：X-Men Legends II: Rise of Apocalypse）》
- 《Marvel：終極聯盟（英语：Marvel: Ultimate Alliance）》
- 《Marvel：終極聯盟2（英语：Marvel: Ultimate Alliance 2）》
- 《Marvel：復仇者聯盟（英语：Marvel: Avengers Alliance）》
- 《乐高漫威超级英雄》
- MARVEL未來之戰：曾有幾次的主題更新以鳳凰之力為主，第一次更新琴·葛雷、獨眼龍、艾瑪·佛斯特、鋼人、秘客和納摩，第二次更新美國隊長、金鋼狼、迴聲（英语：Echo (Marvel Comics)）及太陽神。

## 外部連結
- Phoenix Force （页面存档备份，存于） 漫畫書數據庫
- Phoenix Force （页面存档备份，存于） 超級英雄數據庫
- Marvel Comics Database: Phoenix Force （页面存档备份，存于）